# Cyphopterum pallidum
Cyphopterum pallidum är en insektsart som beskrevs av Lindberg 1954. Cyphopterum pallidum ingår i släktet Cyphopterum och familjen Flatidae. Inga underarter finns listade i Catalogue of Life.